# Kesla
Kesla Oyj est une société finlandaise domiciliée à Joensuu et cotée à la bourse d'Helsinki en Finlande. 

## Présentation
L'entreprise est un groupe d'ingénierie spécialisé dans le développement, la fabrication et la commercialisation de technologies forestières, qui gère toute la chaîne du bois, de l'exploitation forestière jusqu'à l'usine.
Les produits de Kesla comprennent du matériel de levage automobile et industriel, des déchiqueteuses, des abatteuses, des  matériels de levage forestiers et des équipements forestiers, remorques et chargeurs de tracteurs.